# Coppa UEFA 1989-1990
La Coppa UEFA 1989-1990 è stata la 19ª edizione dell'omonima competizione.
Venne vinta dalla Juventus contro la Fiorentina, nella prima finale internazionale tra due squadre italiane: nella storia dei tornei UEFA, si trattò della terza finale in assoluto tra due formazioni di uno stesso paese; fu inoltre il secondo trionfo nella manifestazione per una Juventus che peraltro, in quest'edizione, divenne la prima squadra a vincere il torneo senza subire neanche un gol in trasferta.
Capocannonieri della competizione furono i tedeschi Götz (militante nel Colonia) e Riedle (giocatore del Werder Brema), entrambi con 6 gol.

## Formula
In base al coefficiente UEFA del 1988, si creò una singolare parità tra la Francia e la Jugoslavia nella candidatura a un terzo posto derivato dalla spartizione della quota inglese: la confederazione calcistica europea risolse con equità la questione deliberando uno speciale turno di spareggio fra i due paesi. Inoltre, la Finlandia strappò un secondo posto alla Bulgaria.

## Partite

### Turno preliminare
| Squadra 1 | Totale | Squadra 2       | Andata | Ritorno |
| --------- | ------ | --------------- | ------ | ------- |
| Auxerre   | 3 - 2  | Dinamo Zagabria | 0 - 1  | 3 - 1   |

### Trentaduesimi di finale
| Squadra 1        | Totale      | Squadra 2           | Andata | Ritorno         |
| ---------------- | ----------- | ------------------- | ------ | --------------- |
| Austria Vienna   | 4 - 0       | Ajax                | 1 - 0  | 3 - 0           |
| Levski Sofia     | 3 - 4       | Anversa             | 0 - 0  | 3 - 4           |
| Apollōn Limassol | 1 - 4       | Real Saragozza      | 0 - 3  | 1 - 1           |
| Aberdeen         | 2 - 2 (gfc) | Rapid Vienna        | 2 - 1  | 0 - 1           |
| Hibernian        | 4 - 0       | Fehérvár            | 1 - 0  | 3 - 0           |
| Atlético Madrid  | 1 - 1       | Fiorentina          | 1 - 0  | 0 - 1 (1-3 dtr) |
| Valencia         | 4 - 2       | Victoria Bucarest   | 3 - 1  | 1 - 1           |
| Kuusysi          | 2 - 3       | Paris Saint-Germain | 0 - 0  | 2 - 3           |
| RoPS             | 2 - 1       | GKS Katowice        | 1 - 1  | 1 - 0           |
| Auxerre          | 8 - 0       | Apolonia Fier       | 5 - 0  | 3 - 0           |
| Sochaux          | 12 - 0      | Jeunesse Esch       | 7 - 0  | 5 - 0           |
| Iraklis          | 1 - 2       | Sion                | 1 - 0  | 0 - 2           |
| Glentoran        | 1 - 5       | Dundee Utd          | 1 - 3  | 0 - 2           |
| ÍA Akraness      | 1 - 6       | RFC Liegi           | 0 - 2  | 1 - 4           |
| Atalanta         | 0 - 2       | Spartak Mosca       | 0 - 0  | 0 - 2           |
| Valletta         | 1 - 7       | First Vienna        | 1 - 4  | 0 - 3           |
| Lillestrøm       | 1 - 5       | Werder Brema        | 1 - 3  | 0 - 2           |
| Twente           | 1 - 4       | Club Bruges         | 0 - 0  | 1 - 4           |
| Górnik Zabrze    | 2 - 5       | Juventus            | 0 - 1  | 2 - 4           |
| Sporting Lisbona | 0 - 0       | Napoli              | 0 - 0  | 0 - 0 (3-4 dtr) |
| Porto            | 4 - 1       | Flacăra Moreni      | 2 - 0  | 2 - 1           |
| Colonia          | 5 - 1       | Nitra               | 4 - 1  | 1 - 0           |
| Stoccarda        | 3 - 2       | Feyenoord           | 2 - 0  | 1 - 2           |
| Orgryte IS       | 2 - 7       | Amburgo             | 1 - 2  | 1 - 5           |
| Wettingen        | 5 - 0       | Dundalk             | 3 - 0  | 2 - 0           |
| Galatasaray      | 1 - 3       | Stella Rossa        | 1 - 1  | 0 - 2           |
| Dinamo Kiev      | 6 - 1       | MTK Budapest        | 4 - 0  | 2 - 1           |
| Zenit Leningrado | 3 - 1       | Næstved             | 3 - 1  | 0 - 0           |
| Žalgiris         | 2 - 1       | IFK Göteborg        | 2 - 0  | 0 - 1           |
| FK Rad           | 2 - 3       | Olympiacos          | 2 - 1  | 0 - 2           |
| Karl-Marx-Stadt  | 3 - 2       | Boavista            | 1 - 0  | 2 - 2 (dts)     |
| Hansa Rostock    | 2 - 7       | Baník Ostrava       | 2 - 3  | 0 - 4           |

### Sedicesimi di finale
| Squadra 1           | Totale      | Squadra 2       | Andata | Ritorno     |
| ------------------- | ----------- | --------------- | ------ | ----------- |
| First Vienna        | 3 - 3 (gfc) | Olympiacos      | 2 - 2  | 1 - 1       |
| Anversa             | 6 - 3       | Dundee Utd      | 4 - 0  | 2 - 3       |
| Club Bruges         | 4 - 6       | Rapid Vienna    | 1 - 2  | 3 - 4       |
| Hibernian           | 0 - 1       | RFC Liegi       | 0 - 0  | 0 - 1 (dts) |
| Real Saragozza      | 1 - 2       | Amburgo         | 1 - 0  | 0 - 2 (dts) |
| RoPS                | 0 - 8       | Auxerre         | 0 - 5  | 0 - 3       |
| Paris Saint-Germain | 1 - 3       | Juventus        | 0 - 1  | 1 - 2       |
| Fiorentina          | 1 - 1 (gfc) | Sochaux         | 0 - 0  | 1 - 1       |
| Porto               | 5 - 4       | Valencia        | 3 - 1  | 2 - 3       |
| Werder Brema        | 5 - 2       | Austria Vienna  | 5 - 0  | 0 - 2       |
| Colonia             | 3 - 1       | Spartak Mosca   | 3 - 1  | 0 - 0       |
| Sion                | 3 - 5       | Karl-Marx-Stadt | 2 - 1  | 1 - 4       |
| Wettingen           | 1 - 2       | Napoli          | 0 - 0  | 1 - 2       |
| Dinamo Kiev         | 4 - 1       | Baník Ostrava   | 3 - 0  | 1 - 1       |
| Zenit Leningrado    | 0 - 6       | Stoccarda       | 0 - 1  | 0 - 5       |
| Stella Rossa        | 4 - 1       | Žalgiris        | 3 - 0  | 1 - 1       |

### Ottavi di finale
| Squadra 1    | Totale      | Squadra 2       | Andata | Ritorno |
| ------------ | ----------- | --------------- | ------ | ------- |
| Rapid Vienna | 2 - 3       | RFC Liegi       | 1 - 0  | 1 - 3   |
| Anversa      | 2 - 1       | Stoccarda       | 1 - 0  | 1 - 1   |
| Olympiacos   | 1 - 1 (gfc) | Auxerre         | 1 - 1  | 0 - 0   |
| Fiorentina   | 1 - 0       | Dinamo Kiev     | 1 - 0  | 0 - 0   |
| Napoli       | 3 - 8       | Werder Brema    | 2 - 3  | 1 - 5   |
| Juventus     | 3 - 1       | Karl-Marx-Stadt | 2 - 1  | 1 - 0   |
| Amburgo      | 2 - 2 (gfc) | Porto           | 1 - 0  | 1 - 2   |
| Stella Rossa | 2 - 3       | Colonia         | 2 - 0  | 0 - 3   |

### Quarti di finale
| Squadra 1  | Totale | Squadra 2    | Andata | Ritorno |
| ---------- | ------ | ------------ | ------ | ------- |
| RFC Liegi  | 3 - 4  | Werder Brema | 1 - 4  | 2 - 0   |
| Fiorentina | 2 - 0  | Auxerre      | 1 - 0  | 1 - 0   |
| Colonia    | 2 - 0  | Anversa      | 2 - 0  | 0 - 0   |
| Amburgo    | 2 - 3  | Juventus     | 0 - 2  | 2 - 1   |

### Semifinali
| Squadra 1    | Totale      | Squadra 2  | Andata | Ritorno |
| ------------ | ----------- | ---------- | ------ | ------- |
| Juventus     | 3 - 2       | Colonia    | 3 - 2  | 0 - 0   |
| Werder Brema | 1 - 1 (gfc) | Fiorentina | 1 - 1  | 0 - 0   |

### Finale
| Squadra 1 | Totale | Squadra 2  | Andata | Ritorno |
| --------- | ------ | ---------- | ------ | ------- |
| Juventus  | 3 - 1  | Fiorentina | 3 - 1  | 0 - 0   |

#### Andata
| Arbitro: | Emilio Soriano Aladrén |

|                                        |           |          |
| Galia 3’ Casiraghi 59’ De Agostini 73’ | Marcatori | 10’ Buso |

| Juventus | Fiorentina |

| Juventus     |    |                     |     |     |
|              |    |                     |     |     |
| P            | 1  | Stefano Tacconi     | 87’ |     |
| D            | 2  | Nicolò Napoli       |     |     |
| D            | 3  | Luigi De Agostini   |     |     |
| C            | 4  | Roberto Galia       |     |     |
| D            | 5  | Sergio Brio         |     | 46’ |
| D            | 6  | Dario Bonetti       | 85’ |     |
| C            | 7  | Sergej Alejnikov    |     |     |
| C            | 8  | Rui Barros          |     |     |
| A            | 9  | Pierluigi Casiraghi |     |     |
| C            | 10 | Giancarlo Marocchi  |     |     |
| A            | 11 | Salvatore Schillaci |     |     |
| Substitutes: |    |                     |     |     |
| C            | 14 | Angelo Alessio      |     | 46’ |
| Allenatore:  |    |                     |     |     |
| Dino Zoff    |    |                     |     |     |

| Fiorentina         |    |                    |     |     |
|                    |    |                    |     |     |
|                    |    |                    |     |     |
| P                  | 1  | Marco Landucci     |     |     |
| D                  | 2  | Antonio Dell'Oglio |     |     |
| D                  | 3  | Giuseppe Volpecina |     |     |
| C                  | 4  | Dunga              |     |     |
| D                  | 5  | Celeste Pin        |     |     |
| D                  | 6  | Sergio Battistini  |     |     |
| A                  | 7  | Marco Nappi        | 78’ |     |
| C                  | 8  | Luboš Kubík        |     | 46’ |
| A                  | 9  | Renato Buso        |     |     |
| C                  | 10 | Roberto Baggio     |     |     |
| C                  | 11 | Alberto Di Chiara  |     |     |
| Substitutes:       |    |                    |     |     |
| D                  | 13 | Alberto Malusci    |     | 46’ |
| Allenatore:        |    |                    |     |     |
| Francesco Graziani |    |                    |     |     |

#### Ritorno
| Avellino 16 maggio 1990, ore 20:25 | Fiorentina       | 0 – 0 referto | Juventus | Stadio Partenio (30 999 spett.)\| Arbitro: \| Aron Schmidhuber \| |
| Arbitro:                           | Aron Schmidhuber |               |          |                                                                   |

| Fiorentina | Juventus |

| Fiorentina         |    |                    |     |     |
|                    |    |                    |     |     |
|                    |    |                    |     |     |
| P                  | 1  | Marco Landucci     |     |     |
| D                  | 2  | Antonio Dell'Oglio | 27’ |     |
| D                  | 3  | Giuseppe Volpecina |     |     |
| C                  | 4  | Dunga              |     |     |
| D                  | 5  | Celeste Pin        |     |     |
| D                  | 6  | Sergio Battistini  |     |     |
| A                  | 7  | Marco Nappi        | 52’ | 72’ |
| C                  | 8  | Luboš Kubík        |     |     |
| A                  | 9  | Renato Buso        | 72’ |     |
| C                  | 10 | Roberto Baggio     |     |     |
| C                  | 11 | Alberto Di Chiara  | 84’ |     |
| Sostituzioni:      |    |                    |     |     |
| C                  | 16 | Mauro Zironelli    |     | 72’ |
| Allenatore:        |    |                    |     |     |
| Francesco Graziani |    |                    |     |     |

| Juventus      |    |                     |          |     |
|               |    |                     |          |     |
| P             | 1  | Stefano Tacconi     |          |     |
| D             | 2  | Nicolò Napoli       |          |     |
| D             | 3  | Luigi De Agostini   |          |     |
| D             | 4  | Roberto Galia       |          |     |
| D             | 5  | Pasquale Bruno      | 41’, 63’ |     |
| C             | 6  | Angelo Alessio      |          |     |
| C             | 7  | Sergej Alejnikov    | 55’      |     |
| C             | 8  | Rui Barros          |          | 72’ |
| A             | 9  | Pierluigi Casiraghi |          | 78’ |
| C             | 10 | Giancarlo Marocchi  |          |     |
| A             | 11 | Salvatore Schillaci |          |     |
| Sostituzioni: |    |                     |          |     |
| D             | 14 | Massimiliano Rosa   |          | 78’ |
| C             | 15 | Salvatore Avallone  |          | 72’ |
| Allenatore:   |    |                     |          |     |
| Dino Zoff     |    |                     |          |     |

## Classifica marcatori
| Gol |  |  | Giocatore           | Squadra      |
| --- |  |  | ------------------- | ------------ |
| 6   |  |  | Falko Götz          | Colonia      |
|     |  |  | Karl-Heinz Riedle   | Werder Brema |
| 5   |  |  | Enzo Scifo          | Auxerre      |
| 4   |  |  | Nico Claesen        | Anversa      |
|     |  |  | Luc Ernès           | RFC Liegi    |
|     |  |  | Emilio Fenoll       | Valencia     |
|     |  |  | Wynton Rufer        | Werder Brema |
|     |  |  | Salvatore Schillaci | Juventus     |